# High Voltage (1976)
High Voltage  (в пер. з англ. Висока напруга)— дебютний міжнародний студійний альбом австралійського хард-рок гурту AC/DC, презентований 30 квітня 1976 року.
Перше видання, яке випустили Atlantic Records, виявилося популярним, і тільки в Сполучених Штатах продажі альбому склали 3 млн копій. Однак спочатку альбом був низько оцінений деякими критиками після свого виходу, зокрема редакція журналу  Rolling Stone  у своїй рецензії назвала його «рекордно низьким» для важкого року.  High Voltage  був перевиданий у 2003 році як частина серії AC / DC remasters.
Альбом досяг максимального рівня продажів в США і йому було присвоєно тричі платиновий статус від  RIAA  за тираж понад 3 000 000 примірників в травні 2005 року.

## Огляд
До виходу міжнародної версії альбому AC/DC вже випустили у 1975 році в Австралії дебютний альбом з тією ж назвою, але з іншим списком пісень. У міжнародний реліз включені тільки дві пісні з оригінального австралійського релізу («Little Lover» та «She's Got Balls») разом з піснями з другого австралійського альбому T.N.T.. Також міжнародна версія альбому має іншу обкладинку, ніж оригінал, із зображенням Ангуса Янга, який до цього був зображений на обкладинці австралійського синглу «It's a Long Way to the Top (If You Wanna Rock 'n' Roll)». Альтернативна версія обкладинки використана в європейському релізі міжнародної версії.
Оригінальна версія пісні «High Voltage» з австралійського альбому T.N.T. є довшою, ніж міжнародна версія, і закінчується довгою гітарної партією, за якою слідуває один удар малого барабана.

## У популярній культурі
- Ренді Кутюр використав пісню «Live Wire» як вступ до своєї пісні на UFC 102.
- Обкладинка альбому була показана в епізоді «Косбі Шоу» під час першого сезону.
- Пісня «TNT» звучала у фільмі «Рікі Боббі: Король дороги».
- Композиція «It’s a Long Way to the Top (If You Wanna Rock ’n’ Roll)» звучить у фільмі «Школа року»

## Список композицій
Всі пісні написані Ангусом Янгом, Малколмом Янгом і Боном Скоттом, крім зазначених окремо.

### Сторона A
| #  | Назва                                                     | Тривалість |
| -- | --------------------------------------------------------- | ---------- |
| 1. | «It's a Long Way to the Top (If You Wanna Rock 'n' Roll)» | 5:01       |
| 2. | «Rock 'n' Roll Singer»                                    | 5:04       |
| 3. | «The Jack»                                                | 5:52       |
| 4. | «Live Wire»                                               | 5:50       |

### Сторона B
| #  | Назва                                             | Тривалість |
| -- | ------------------------------------------------- | ---------- |
| 5. | «T.N.T.»                                          | 3:34       |
| 6. | «Can I Sit Next to You Girl» (A. Young, M. Young) | 4:12       |
| 7. | «Little Lover»                                    | 5:37       |
| 8. | «She's Got Balls»                                 | 4:51       |
| 9. | «High Voltage»                                    | 4:03       |

### Цікаві факти
- Треки 1-6 і 9 вперше вийшли в альбомі T.N.T у грудні 1975.
- Треки 7 і 8 вперше вийшли в альбомі High Voltage у лютому 1975.
- На грамплатівках записана редагована версія «It's a Long Way to the Top (If You Wanna Rock 'n' Roll)», CD включає оригінальну.

## Музиканти
- Бон Скотт — вокал
- Анґус Янґ — електрогітара
- Малколм Янґ — ритм-гітара, бек-вокал
- Марк Еванс — бас-гітара
- Філ Радд — барабани

## Позиції в чартах
| Рік  | Чарт                    | Позиція |
| ---- | ----------------------- | ------- |
| 1976 | Australian Albums Chart | 31      |
| 1982 | Billboard 200           | 146     |

## Продажі
| Країна          | Продажі   | Статус        |
| --------------- | --------- | ------------- |
| США             | 3,000,000 | 3х Платиновий |
| Велика Британія | 60,000    | Срібний       |
| Німеччина       | 100,000   | Золотий       |